# Woleu-Ntem
Woleu-Ntem is een van de negen provincies van Gabon. De provincie heeft een oppervlakte van 38.465 km² en 125.400 inwoners (2002). De hoofdstad is Oyem.

## Departementen
Woleu-Ntem is onderverdeeld in vijf departementen (hoofdplaatsen tussen haakjes):
- Haut-Komo (Ndindi)
- Haut-Ntem (Medouneu)
- Ntem (Bitam)
- Okano (Mitzic)
- Woleu (Oyem)

## Bevolking
Het overgrote deel van de bevolking (98% in 2019) is rooms-katholiek. De grenzen van de provincie vallen samen met die van het katholieke bisdom Oyem.
Estuaire · Haut-Ogooué · Moyen-Ogooué · Ngounié · Nyanga · Ogooué-Ivindo · Ogooué-Lolo · Ogooué-Maritime · Woleu-Ntem